# Helmstätter Herrenhaus

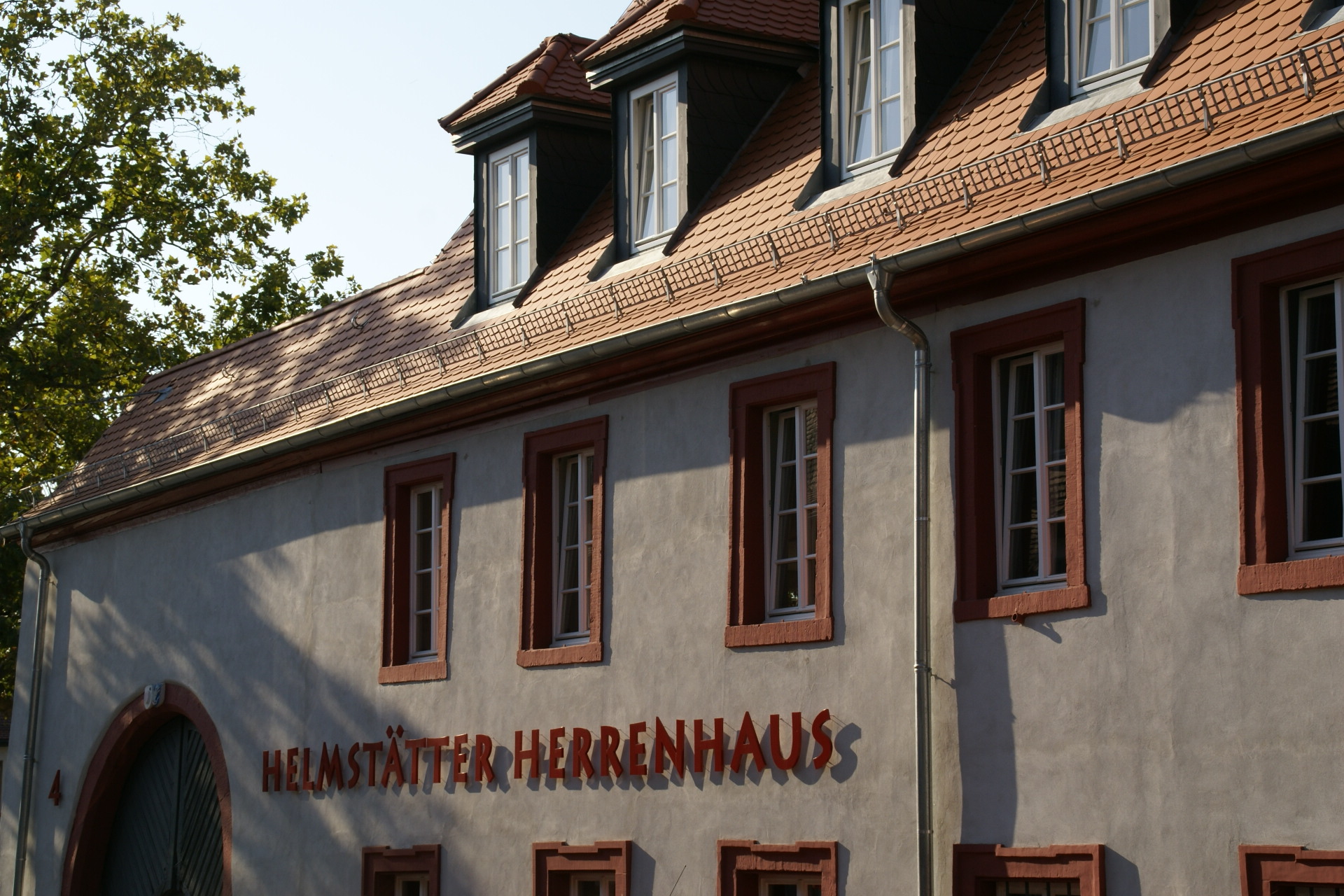
Helmstätter Herrenhaus in Handschuhsheim

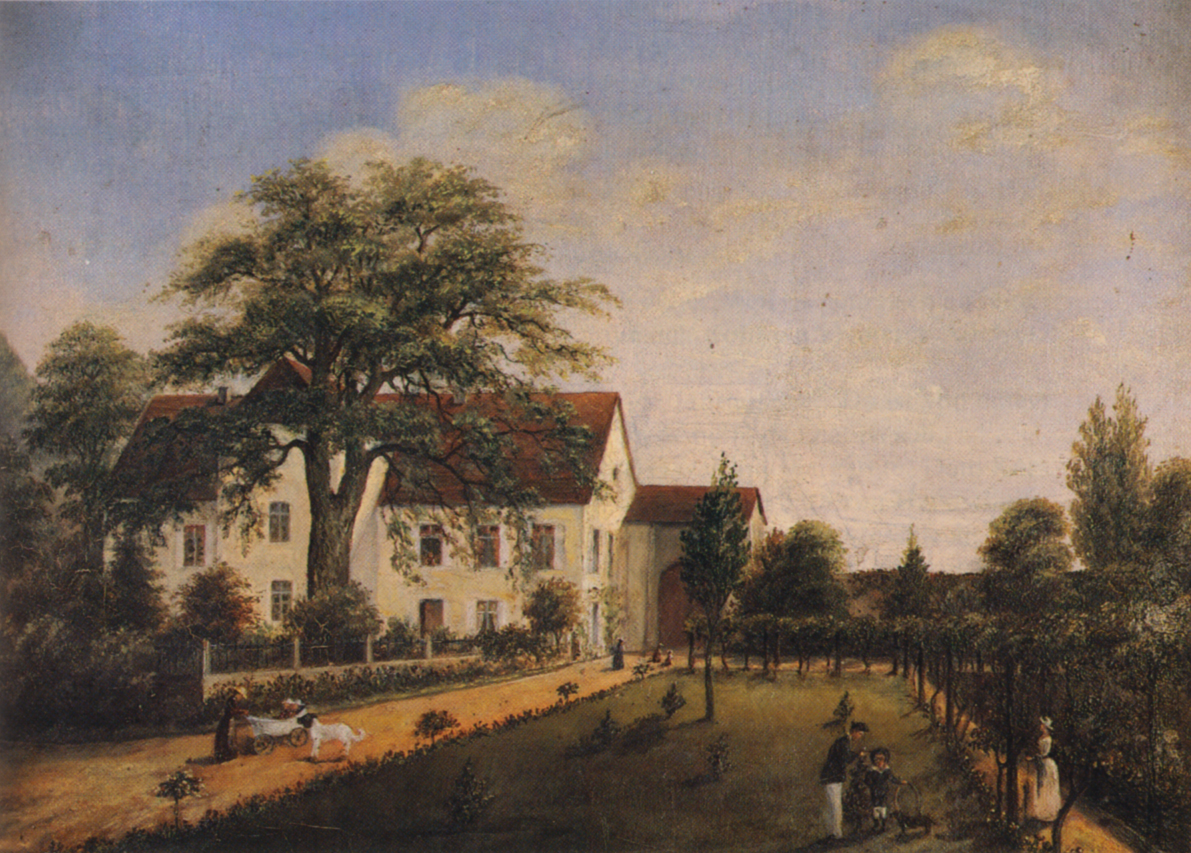
Das Freiadlige Gut um 1870, Gemälde von Maximilian von Helmstatt

Das Helmstätter Herrenhaus ist ein historisches Gebäude in Heidelberg-Handschuhsheim. Das heute als Restaurant genutzte, denkmalgeschützte Gebäude geht auf das Freiadlige Gut des Ortes zurück, dessen Besitz mit der benachbarten Tiefburg verknüpft war. Nach den Zerstörungen der Kriege des 17. Jahrhunderts haben die Herren von Helmstatt die Burg als Wohnsitz aufgegeben und stattdessen um 1700 das Herrenhaus an der Stelle eines abgegangenen Gutshofs errichtet.

## Geschichte
Das Anwesen des Helmstätter Herrenhauses hat wohl von jeher zur benachbarten Tiefburg gehört und war mit dieser gemeinsam ummauert. An der Stelle des Herrenhauses befand sich wohl schon vor 1600 ein Gutshof der damaligen Burgherren, der Herren von Handschuhsheim. Nach deren Aussterben kamen Burg und Gutshof 1624 an die Herren von Helmstatt. Burg, Gutshof und Ort wurden in den Kriegen des 17. Jahrhunderts verwüstet. Das heutige Herrenhaus wurde um 1700 durch Georg Adam von Helmstatt erbaut und bis 1930 von der gräflichen Familie bewohnt. Es bildete lange Zeit noch eine Einheit mit der benachbarten Tiefburg. Das große Hoftor des Herrenhauses stammt noch aus der Zeit um 1600 und bildete wohl einst den Hauptzugang zum Burgkomplex. An der Stelle der heutigen Straße An der Tiefburg erstreckte sich einst ein zum Gut gehörender Garten. In der unmittelbaren Umgebung des Herrenhauses befanden sich bis in die jüngere Vergangenheit verschiedene Wirtschaftsgebäude. Rechts an das Herrenhaus war das Haus des Gutsverwalters angebaut. Hinter den Wohn- und Verwaltungsgebäuden erstreckte sich ein größerer Blumengarten, dahinter parallel zum Herrenhaus Schweine- und Hühnerställe sowie rechtwinklig daran Pferde-, Kuh- und Schafstall. Das Gutsgelände wurde von einer großen Scheune begrenzt, deren Keller vermutlich noch unter der Straße An der Tiefburg erhalten sind. Die Scheune hatte eine rückwärtige Ausfahrt hin zu dem Gelände, auf dem sich heute die evangelische Kirche und das Pfarrhaus befinden.
Das Freiadlige Gut wurde bis 1905 von Viktor von Helmstatt (1851–1935) bewohnt und bewirtschaftet. Nach dem Tod seiner Mutter zog er nach Neckarbischofsheim und ließ das Gut vom Verwalter bewirtschaften. Später nahm sein Neffe Bleickard von Helmstatt (1871–1952) darin seinen Wohnsitz, zog jedoch 1930 ins Schloss Hochhausen. Da es sich abzeichnete, dass es keinen männlichen Helmstatt-Nachkommen mehr geben würde, hat Bleickard von Helmstatt nach dem Tod seines Vaters Raban 1932 und seines Onkels Viktor 1935 den Handschuhsheimer Besitz der Familie sukzessive verkauft. Das Freiadlige Gut erwarb 1935 Karl Kuhn. Später kam es in den Besitz von Walter Niebel, der ein Restaurant darin einrichtete.